# ディナ・ソルスランド
ディナ・ソルスランド（Dina Thorslund、1993年10月14日 - ）は、デンマークのプロボクサー。コペンハーゲン出身。元WBC・WBO女子世界バンタム級統一王者。元WBC暫定・WBO女子世界スーパーバンタム級王者。世界2階級制覇王者。

## 来歴
2015年2月28日、ドイツ・ハンブルクにてPetra Podráská相手にデビュー戦を初回TKO勝利。
2017年1月21日、Xenia JorneacとのWBCユース・女子世界スーパーバンタム級王座決定戦を判定勝利し初タイトル獲得。
2017年3月18日、Gabriella MezeiとEBUヨーロッパ女子スーパーバンタム級王座決定戦を初回KO勝利しヨーロッパ王座獲得。
2018年3月10日、アリシア・アシュレーとWBC暫定・女子世界スーパーバンタム級王座決定戦を3-0判定で勝利。
2018年8月25日、 WBO世界スーパーバンタム級王座決定戦としてJessica Arreguínと対戦し、3-0判定でWBO王座獲得
2019年1月19日、アレシア・グラフとの初防衛戦を3-0判定で制しWBO王座初防衛成功
2021年6月25日、WBO女子世界バンタム級王座決定戦としてハセス・ノリエガと対戦し、3-0判定で制し2階級制覇達成。
2021年11月13日、ズリーナ・ムニョス相手に初防衛戦に挑み、7回KOでWBO王座初防衛成功。
2023年9月1日、WBC女子世界バンタム級王者ユリアン・ルナとWBC・WBO女子世界バンタム級王座統一戦を行い、3-0判定で勝利し王座統一とリングマガジン王座獲得に成功。
2024年2月24日、Mary RomeroとWBC・WBO王座の防衛戦に挑み、8回1分26秒TKO勝ちを収めWBC王座初防衛とWBO王座5度目の防衛に成功。
2024年5月25日、Seren CetinとWBC・WBO王座の防衛戦に挑み、3-0の判定でWBC王座2度目の防衛とWBO王座6度目の防衛に成功。
2024年10月25日、ぬきてるみとWBC・WBO王座の防衛戦に挑み、3-0の判定でWBC王座3度目の防衛とWBO王座7度目の防衛に成功。
2025年7月11日、IBF女子世界バンタム級王者シュレッタ・メトカーフとWBC・IBF・WBO女子世界同級王座統一戦を行う予定だったが、ソルスランドが同年6月6日に第二子を妊娠したことから中止となり、同日付でWBC・WBO王座を返上した。

## 戦績
- プロボクシング：23戦 23勝 (9KO) 無敗

| 戦           | 日付           | 勝敗 | 時間    | 内容    | 対戦相手                     | 国籍           | 備考                                                   |
| ------------ | -------------- | ---- | ------- | ------- | ---------------------------- | -------------- | ------------------------------------------------------ |
| 1            | 2015年2月28日  | ☆    | 1R 0:30 | TKO     | ペトラ・ポドラスカ           | チェコ         | プロデビュー戦                                         |
| 2            | 2015年4月25日  | ☆    | 6R      | 判定3-0 | ボジャナ・リビジェフスカ     | ポーランド     |                                                        |
| 3            | 2015年5月29日  | ☆    | 1R 1:15 | TKO     | ジャスナ・カーチン           | セルビア       |                                                        |
| 4            | 2015年10月31日 | ☆    | 1R 0:27 | TKO     | ダヌタ・クルチェク           | ポーランド     |                                                        |
| 5            | 2015年12月12日 | ☆    | 6R      | 判定3-0 | ジャスミナ・ナド             | セルビア       |                                                        |
| 6            | 2016年3月19日  | ☆    | 1R 1:05 | KO      | ソピオ・プッカラゼ           | ジョージア     |                                                        |
| 7            | 2016年10月15日 | ☆    | 7R 1:36 | TKO     | オクサナ・ロマノバ           | ウクライナ     |                                                        |
| 8            | 2017年1月21日  | ☆    | 10R     | 判定3-0 | クセニア・ジョルナック       | ルーマニア     | WBCユース・女子世界スーパーバンタム級王座決定戦        |
| 9            | 2017年3月18日  | ☆    | 1R 0:36 | KO      | ガブリエラ・メゼイ           | ハンガリー     | EBU欧州女子スーパーバンタム級王座決定戦                |
| 10           | 2017年10月27日 | ☆    | 8R      | 判定3-0 | ネベンカ・ミクリック         | クロアチア     |                                                        |
| 11           | 2018年3月10日  | ☆    | 10R     | 判定3-0 | アリシア・アシュレー         | ジャマイカ     | WBC暫定・女子世界スーパーバンタム級王座決定戦          |
| 12           | 2018年8月25日  | ☆    | 10R     | 判定3-0 | ジェシカ・アレギン・ムニョス | メキシコ       | WBO女子世界スーパーバンタム級王座決定戦                |
| 13           | 2019年1月19日  | ☆    | 10R     | 判定3-0 | アレシア・グラフ             | ドイツ         | WBO防衛1                                               |
| 14           | 2019年6月22日  | ☆    | 10R     | 判定3-0 | エイプリル・アダムス         | オーストラリア | WBO防衛2                                               |
| 15           | 2020年9月26日  | ☆    | 10R     | 判定3-0 | ニーナ・ラドバノビッチ       | セルビア       | WBO防衛3                                               |
| 16           | 2021年6月25日  | ☆    | 10R     | 判定3-0 | ジャセス・ノリエガ           | メキシコ       | WBO女子世界バンタム級王座決定戦                        |
| 17           | 2021年11月13日 | ☆    | 7R 1:14 | KO      | スリーナ・ムニョス           | メキシコ       | WBO防衛1                                               |
| 18           | 2022年4月9日   | ☆    | 10R     | 判定3-0 | ニオルキス・カレーノ         | ベネズエラ     | WBO防衛2                                               |
| 19           | 2023年2月25日  | ☆    | 8R 1:12 | TKO     | デボラ・アナイ・ロペス       | アルゼンチン   | WBO防衛3                                               |
| 20           | 2023年9月1日   | ☆    | 10R     | 判定3-0 | ユリアン・ルナ               | メキシコ       | WBC・WBO女子世界バンタム級王座統一戦 WBC獲得・WBO防衛4 |
| 21           | 2024年2月24日  | ☆    | 8R 1:26 | TKO     | マリー・ロメロ               | スペイン       | WBC防衛1・WBO防衛5                                     |
| 22           | 2024年5月25日  | ☆    | 10R     | 判定3-0 | セレン・セティン             | トルコ         | WBC防衛2・WBO防衛6                                     |
| 23           | 2024年10月25日 | ☆    | 10R     | 判定3-0 | ぬきてるみ（真正）           | 日本           | WBC防衛3・WBO防衛7                                     |
| テンプレート |                |      |         |         |                              |                |                                                        |

## 獲得タイトル
- WBC女子世界スーパーバンタム級ユース王座
- EBU欧州女子スーパーバンタム級王座
- WBC女子世界スーパーバンタム級暫定王座（防衛0=返上）
- WBO女子世界スーパーバンタム級王座（防衛3=返上）
- WBO女子世界バンタム級王座（防衛7=返上）
- WBC女子世界バンタム級王座（防衛3=返上）
- リングマガジン女子世界バンタム級王座